# BKK futur
Die BKK futur war eine deutsche Betriebskrankenkasse, die bundesweit geöffnet war und über Geschäftsstellen in mehreren Bundesländern verfügte. 
Die Betriebskrankenkasse futur hatte ihren Sitz in Krefeld und entstand am 1. Juni 1996 aus der Fusion zahlreicher Kassen mit Sitz im Rhein-Ruhr-Gebiet: BKK BABCOCK BSH, Krefeld, BKK Balcke-Dürr, Ratingen, BKK Bogestra, Bochum, BKK Döllken, Essen, BKK EVS, Duisburg, BKK Gerresheimer Glas AG, BKK Gesellschaft für Elektrometallurgie, Eschweiler, BKK hde Metallwerke, Menden, BKK kabelmetall electro, Hannover, BKK KABELRHEYDT, Mönchengladbach, BKK Peill + Putzler, Düren, BKK Standard-Metallwerke, Werl, BKK Stadt Herne, Herne, BKK H.A.Schoeller, Düren, BKK UNION, Krefeld, BKK Verseidag, Krefeld, BKK WIRTH, Erkelenz.
Zum 1. Januar 2007 kam als größter Partner die SEL BKK (Sitz Stuttgart) mit rund 60.000 Versicherten hinzu. Zum 1. Januar 2012 fusionierte die BKK futur auf die BKK Verkehrsbau Union (BKK VBU). Die BKK VBU betreut nach der Fusion eigenen Angaben zufolge rund 460.000 Versicherte an bundesweit 40 Standorten.